# Baur (Familienname)
Baur ist ein Familienname. Zu Herkunft und Bedeutung siehe Bauer.

## Namensträger

### A
- Adolf Baur (um 1840–1873), deutscher Cello- und Geigenbauer
- Albert Baur (Oberamtmann) (1829–1919), württembergischer Oberamtmann
- Albert Baur (Maler, 1835) (Albert Baur der Ältere; 1835–1906), deutscher Historienmaler der Düsseldorfer Schule
- Albert Baur (Chemiker) (1856–1933), deutscher Chemiker, der künstliche Moschusdüfte fand und produzierte
- Albert Baur (Maler, 1867) (Albert Baur der Jüngere; 1867–1959), deutscher Historien-, Landschafts-, Tier- und Kriegsmaler der Düsseldorfer Schule
- Albert Baur (Bibliothekar) (1877–1949), Schweizer Bibliothekar, Übersetzer, Herausgeber, Autor
- Albert Baur (Ingenieur) (1920–2012), deutscher Ingenieur
- Albert Otto Baur (1834–1868), deutscher Mediziner
- Alex Baur (* 1961), Schweizer Journalist und Autor
- Alex Baur (Journalist) (* 1997), deutscher Journalist, Reporter und Moderator
- Alexander Baur (Jurist) (1857–1909), deutscher Jurist und Senator der Stadt Altona
- Alexander Baur (Kriminologe) (* 1982), deutscher Jurist, Rechtswissenschaftler und Hochschullehrer
- Alfred Baur (Sammler) (1865–1951), Schweizer Unternehmer und Sammler asiatischer Kunst
- Alfred Baur (Heilpädagoge) (1925–2008), österreichischer Heilpädagoge
- Alois Baur (1823–1909), österreichisch-deutscher katholischer Geistlicher und Heimatforscher
- Anton Baur (Politiker, 1769) (1769–1841), deutscher Politiker, MdL Baden
- Anton Baur (Jurist) (1772–1843), deutscher Jurist und Strafrechtler
- Anton Baur (Künstler) (1880–1968), deutscher Künstler
- Anton Baur (1892–1971), deutscher Politiker, Landrat von Daun, siehe Toni Baur
- Anton Baur (Politiker, 1899) (1899–1956), deutscher Maler und Politiker (SPD), MdL Bayern
- Armin Baur (Komponist) (1919–2000), Schweizer Lehrer und Komponist
- Armin Baur (Biologe) (* 1974), deutscher Biologe, Didaktiker und Hochschullehrer
- Arthur Baur (1915–2010), Schweizer Journalist und Sprachwissenschaftler für Alemannisch, Rätoromanisch und Esperanto
- August Baur (1797–1877), deutscher Jurist sowie Oberforst- und Domänendirektor

### B
- Benedikt Baur (1877–1963), deutscher Benediktinerabt und Theologe
- Benno Baur, Schweizer Ruderer
- Benno Baur (Architekt) (1897–1969), Schweizer Architekt und Bauunternehmer
- Bernd Baur (1951–2020), deutscher Saxophonist
- Bernhard Baur-Celio (1895–1981), österreichisch-schweizerischer Lehrer, Romanist und Ornithologe
- Brunhilde Baur (1935–2004), deutsche Verlegerin
- Bruno Baur (* 1955), schweizerischer Biologe

### C
- Carl von Baur (General) (auch Karl von Baur; 1777–1847), deutscher Generalquartiermeister und Generalmajor
- Carl Baur (Librettist) (Carl Christian Wilhelm Baur; 1788–1877), deutscher Lehrer, Schriftsteller und Librettist
- Carl von Baur (Geologe) (1836–1911), deutscher Geologe
- Carl Baur (Schauspieler), deutscher Schauspieler
- Carl Georg Friedrich Baur (1859–1935), deutscher Unternehmer, siehe Georg Baur (Ingenieur)
- Carl Wilhelm Baur (1820–1894), deutscher Mathematiker
- Caroline Baur (* 1994), Schweizer Rennradfahrerin
- Charles Baur (1929–2015), französischer Politiker
- Christian Baur (Koch) (* 1977), deutscher Koch
- Christian Felix Bauer (1667–1717), Feldherr der Kaiserlich Russischen Armee, General der Kavallerie
- Christian Karl Baur (* 1897), deutscher Maler, Lithograf
- Christine Baur (Politikerin) (* 1957), österreichische Politikerin
- Christine Anne Baur (* 1952), US-amerikanische Stuntfrau und Schauspielerin
- Chrysostomus Baur (Orgelbauer) (1662–1729), deutscher Orgelbauer
- Chrysostomus Baur (Patrologe) (Taufname Karl Baur) (1876–1962), deutscher Patrologe
- Cornelius Baur (* 1962), deutscher Unternehmensberater

### D
- Daniel Baur (* 1999), schottischer Fußballspieler
- David Baur (* 1977), deutscher bildender Künstler

### E
- Edi Baur (1919–2009), Schweizer Theaterproduzent
- Eleonore Baur (1885–1981), deutsche SS-Oberführerin
- Elmar F. Baur (* 1941), deutscher Unternehmer
- Emil Baur (1873–1944), deutscher Hochschullehrer für Physikalische Chemie und Elektrochemie
- Erich Baur (1879–1956), Bürgermeister von Recklinghausen 1919, Oberbürgermeister von Bottrop 1920–1933
- Erich vom Baur (1897–nach 1958), deutscher Dirigent, Chorleiter und -gründer
- Ernst Baur (1889–1966), deutscher Schriftsteller
- Ernst Baur (Mediziner) (1915–2006), Schweizer Mediziner und Hochschullehrer für Versicherungsmedizin
- Erwin Baur (1875–1933), deutscher Botaniker und Genetiker
- Esperanza Baur (1920–1961), mexikanische Schauspielerin
- Esther Baur (* 1959), Schweizer Archivarin und Historikerin
- Eugen Baur (1894–1981), deutscher Offizier
- Eva Gesine Baur (* 1960), deutsche Kunsthistorikerin, Journalistin und Publizistin

### F
- Felix Baur (1992–2013), Schweizer Radrennfahrer
- Ferdinand Baur (Bergmann) (auch Ferdinand Johann Friedrich Baur; 1812–1871), deutscher Bergmeister und Geologe
- Ferdinand Baur (Philologe) (1825–1889), deutscher Philologe und Lehrer
- Ferdinand Christian Baur (1792–1860), deutscher Kirchenhistoriker
- Ferdinand Baur (Kaufmann) (1845–1907), deutscher Kaufmann
- Fetzi Baur (* 1951), deutscher Kunstfotograf in den Bereichen der Porträt- und Architekturfotografie
- Fidel von Baur-Breitenfeld (Diplomat) (1835–1886), württembergischer Diplomat und Gesandter
- Fidel von Baur-Breitenfeld (General) (1805–1882), württembergischer Generalleutnant und Kriegsminister
- Franklyn Baur (1903–1950), US-amerikanischer Sänger (Tenor)
- Franz von Baur (1830–1897), deutscher Forstwissenschaftler und Hochschullehrer
- Franz Baur (Künstler) (1864–1931), Schweizer Dekorationsmaler, Kunsthandwerker
- Franz Baur (1887–1977), deutscher Meteorologe
- Franz Baur (Komponist) (* 1958), österreichischer Komponist
- Franz Baur-Pantoulier (1931–2011), deutscher Tänzer und Choreograph
- Fred Baur (1918–2008), US-amerikanischer Chemiker
- Friedrich Baur (Jurist) (1829–1893), deutscher Jurist, Verbandsfunktionär und Politiker (Deutsche Partei)
- Friedrich Baur (Unternehmer) (1890–1965), deutscher Unternehmer
- Friedrich Baur (Landschaftsarchitekt) (1900–1977), deutscher Landschaftsarchitekt und Politiker
- Friedrich Baur (Manager) (1927–2006), deutscher Manager
- Fritz Baur (1911–1992), deutscher Jurist, Professor der Eberhard Karls Universität Tübingen
- Fritz Rolf Baur (* 1945), deutscher Kommunalpolitiker (SPD)

### G
- Gabriel Baur (* vor 1962), Schweizer Filmregisseurin und Autorin
- Georg Baur (Maler) (1572–1635), deutscher Maler und Politiker, Bürgermeister von Tübingen
- Georg Baur (1821–1849), deutscher Verwaltungsbeamter, siehe Johann Georg Baur
- Georg Baur (Paläontologe) (1859–1898), deutscher Paläontologe und Zoologe
- Georg Baur (Ingenieur) (Carl Georg Friedrich Baur; 1859–1935), deutscher Unternehmer
- Georg Baur (Politiker, 1881) (1881–1965), deutscher Politiker (Landvolk), MdR
- Georg Baur (Politiker, 1895) (1895–1975), deutscher Politiker (CDU), MdB
- Georg Friedrich Baur (1768–1865), deutscher Kaufmann
- Gerhard Baur (* 1947), deutscher Bergsteiger und Kameramann
- Gerhard W. Baur (1932–2012), deutscher Germanist, Linguist und Dialektologe
- Gernot Baur (* 1947), deutscher Maler
- Gisela Baur (Journalistin) (* 1962), deutsche Journalistin und Autorin
- Gisela Baur-Nütten (1886–1981), deutsche Malerin und Grafiker der Düsseldorfer Schule
- Gottfried (Goffredo) Baur, italienischer Skilangläufer
- Gracia Baur (bekannt als Gracia; * 1982), deutsche Popsängerin
- Günter Baur (1935–2011), deutscher Unternehmer
- Günther Baur (* 1966), österreichischer Bocciaspieler
- Gustav Baur (1816–1889), evangelischer Theologe

### H
- Hanns Baur (1898–1967), deutscher Internist, Chefarzt und Fachautor
- Hans Baur (Bildhauer) (1829–1897), deutscher Bildhauer
- Hans Baur (Pfarrer) (1870–1937), Schweizer Pfarrer
- Hans Baur (Fabrikant) (1871–1943), Schweizer Fabrikant
- Hans Baur (Pilot) (1897–1993), deutscher SS-Gruppenführer und Chefpilot Adolf Hitlers
- Hans Baur (Schauspieler) (1910–1986), deutscher Schauspieler
- Hans Baur (1910–2008), italienisch-Südtiroler Mundartdichter, siehe Johann Baur (Schriftsteller)
- Hans Baur (Unternehmer) (1913–1982), Schweizer Bauunternehmer
- Hans Baur (Manager) (1929–2020), Vorstandsmitglied der Siemens AG
- Hans Baur-Widmer (1863–1916), Schweizer Unternehmer und Firmengründer
- Hans Peter Baur (1922–2017), Schweizer Architekt
- Hans Wilhelm Baur (1926–2015), deutscher Verleger
- Harry Baur (1880–1943), französischer Schauspieler
- Hede Baur-Seelenbinder (* 1893), deutsche Bildhauerin
- Heinrich Baur (Maler) (1862–1936), Schweizer Maler und Holzschneider
- Heinrich Baur (Architekt) (1924–2013), Schweizer Architekt
- Heinrich Ludwig von Baur (1817–1904), württembergischer Oberamtmann
- Helmut Baur (Bildhauer) (* 1936), deutscher Stahlbildhauer (kinetische Maschinen)
- Helmut Baur (Unternehmer) (* 1941), deutscher Unternehmer
- Helmut Baur (Radsportler) (* 1944), deutscher Radsportler
- Helmuth Baur (1911–nach 1972), deutscher Architekt
- Helmuth Baur-Callwey (* 1939), deutscher Verleger, siehe Callwey Verlag
- Henri Baur (1872–1932), österreichischer Kraftsportler
- Hermann Baur (Maler) (1870–nach 1930), deutscher Maler
- Hermann Baur (1894–1980), Schweizer Architekt
- Hermann Baur (Fabrikant) (1906–nach 1971), deutscher Ingenieur und Fabrikant
- Hermann Baur (Mediziner) (1911–1999), Schweizer Internist und Theologe
- Hugo von Baur (1837–1917), deutscher Offizier und letzter Kommandant der Festung Hohenasperg
- Hugo Baur (Politiker) (1869–1941), deutscher Politiker

### I
- Ingolf Baur (* 1964), deutscher Fernsehmoderator
- Isolde Baur (1923–2006), US-amerikanische Übersetzerin und Autorin deutscher Herkunft

### J
- Jakob Baur (Maler) (1861–1932), deutscher Maler
- Jakob Baur (1917–1999), Schweizer Kommunalpolitiker (BGB)
- Joachim Baur (* 1957), österreichischer bildender Künstler
- Joachim Baur (Kulturwissenschaftler) (* 1973), deutscher Kulturwissenschaftler
- Johann Baur (Obrist) (1707–1779), deutsch-österreichischer Obrist und Priester
- Johann Baur (Politiker) (Johann Daniel Baur; 1766–1832), deutscher Kaufmann und Politiker, Bürgermeister von Altona
- Johann Baur (Schriftsteller) (auch Hans Baur; 1910–2008), italienischer Mundartdichter
- Johann Daniel Baur (Politiker, 1700) (1700–1774), deutscher Politiker, Bürgermeister von Altona
- Johann Georg Baur (1820–1849), deutscher Politiker, Mitglied der Frankfurter Nationalversammlung
- Johann Heinrich Baur (1730–1819), deutscher Kaufmann und Politiker, Bürgermeister von Altona
- Johann Jacob Baur (Bürgermeister) (1619–1684), Bürgermeister in Frankfurt am Main
- Johann Jacob Baur (Politiker) (1621–1706), württembergischer Jurist und Politiker, Landschaftsabgeordneter
- Johann Jacob Baur (Jurist) (1648–1688), württembergischer Jurist, Defendent an der Universität Tübingen
- Johann Jacob Baur (Armenkastenpfleger) (1730–1796), deutscher Kaufmann und Armenkastenpfleger
- Johann Jakob Baur (1729–1776), deutscher Theologe, Orientalist und Philologe
- Johann M. Baur (Johann Martin Baur; 1930–2007), deutscher Astronom
- Johann Martin Baur von Eysseneck (1577–1634), deutscher Militär und Jurist, Schultheiß von Frankfurt
- Johann Nepomuk Baur (1826–1902), deutscher Landwirt und Politiker (Patriotenpartei/Zentrumspartei)
- Johann Nicola Baur (1808–1874), deutscher Kaufmann und Politiker
- Johann Peter Baur, eigentlicher Name von Hans Baur (Pilot) (1897–1993), deutscher Pilot und SS-Gruppenführer
- Johann Wilhelm Baur (1607–1640), deutscher Radierer und Maler
- Johannes Baur (1795–1865), Zürcher Hotelier
- Johannes Baur (Baumeister) (1831–1900), Schweizer Baumeister
- John I. H. Baur (1909–1987), amerikanischer Kunsthistoriker
- Jonathan Baur (* 1993), deutscher Futsalnationalspieler
- Jörg Baur (1930–2022), deutscher evangelischer Theologe
- Josef Baur (1857–1927), deutscher Verwaltungsbeamter
- Jürg Baur (1918–2010), deutscher Komponist
- Jürgen Baur (Jurist) (1935–2022), deutscher Jurist und Autor
- Jürgen Baur (Sportwissenschaftler) (* 1943), deutscher Sportwissenschaftler
- Jürgen F. Baur (* 1937), deutscher Jurist

### K
- Karin Baur, Schweizer Mathematikerin
- Karl Baur (Politiker), deutscher Politiker, MdL Hohenzollernsche Lande
- Karl Baur (Jurist) (1866–1937), deutscher Jurist und Verwaltungsbeamter
- Karl Baur (Bildhauer) (1881–1968), deutscher Bildhauer
- Karl Baur (Verleger) (1898–1984), deutscher Verleger
- Karl Baur (Botaniker) (1900–1971), deutscher Botaniker
- Karl Baur (Femeopfer) (1901–1923), deutscher politischer Aktivist, Opfer eines Fememordes
- Karl Baur (Pilot) (1911–1963), deutscher Pilot, Fluglehrer und Ingenieur
- Karl Albert von Baur (1851–1907), deutscher Maler und Zeichner
- Karl Ludwig Baur (1794–1838), deutscher Verwaltungsbeamter
- Katharina Baur (* 1988), deutsche Historikerin, Musikerin und Hörfunkmoderatorin
- Klaus Michael Baur (* 1957), deutscher Verleger und Journalist
- Konrad Baur (* 1988), deutscher Politiker (CSU) und MdL

### L
- Leonhard Baur (1896–1972), deutscher Politiker (CSU), MdL Bayern
- Leopold Baur (1732–1791), Schieferdecker und Stuttgarter Original
- Lilo Baur (* 1958), Schweizer Theaterschaffende
- Louis Baur (1858–1915), Schweizer Kaufmann und Handelsagent
- Ludwig Baur (Archivar) (1811–1877), deutscher Archivar und Diplomatiker
- Ludwig Baur (Politiker, 1828) (1828–1893), deutscher Politiker, MdL Großherzogtum Hessen
- Ludwig Baur (Theologe) (1871–1943), deutscher Theologe, Hochschullehrer und Politiker (Zentrum), MdL Württemberg
- Ludwig Baur (Politiker, 1886) (1886–1968), deutscher Politiker, Bürgermeister von Bernau
- Ludwig Baur (Kirchenmaler) (1904–1977), deutscher Maler
- Ludwig Friedrich Baur (1761–1828), deutscher Theologe und Pfarrer
- Lynn Oona Baur (* 1988), deutsche Regisseurin und Drehbuchautorin

### M
- Manfred Baur (* 1959), deutscher Autor und Dokumentarfilmer
- Marcus Baur (* 1971), deutscher Segelsportler
- Margrit Baur (1937–2017), schweizerische Schriftstellerin
- Markus Baur (* 1971), deutscher Handballspieler
- Martin Baur (1720–1805), altösterreichischer Orgelbauer
- Matthias Baur (* 1988), deutscher Handballspieler
- Max Baur (Mediziner) (1893–1936), deutscher Pharmakologe und Hochschullehrer
- Max Baur (Fotograf) (1898–1988), deutscher Fotograf
- Max Peter Baur (* 1948), deutscher Mathematiker und Medizinstatistiker
- Michael Baur (* 1969), österreichischer Fußballspieler
- Michel Baur, französischer Bobsportler, Olympiateilnehmer 1928
- Mika Baur (* 2004), deutscher Fußballspieler

### N
- Nikolaus Baur (1816–1879), deutscher Maler
- Nina Baur (* 1973), deutsche Soziologin

### O
- Oskar Baur (* 1902), deutscher politischer Häftling im KZ Buchenwald
- Otto Baur (Architekt) (1875–1944), deutscher Architekt
- Otto Baur (Kunsthistoriker) (1921–2005), deutscher Arzt, Maler, Heimat- und Kunsthistoriker
- Otto Baur (Kunstturner) (* 1935), deutscher Kunstturntrainer

### P
- Patrick Baur (* 1965), deutscher Tennisspieler
- Paul Baur (Maler, 1900) (1900–1994), deutscher Maler
- Paul Baur (Maler, 1923) (1923–2004), deutscher Architekt, Maler und Graphiker
- Peter Baur (Musiker) (* 1956), Schweizer Pianist und Hochschullehrer
- Peter Baur (Künstler) (* 1983), deutscher Theaterausstatter, Fotograf und Video-/Installationskünstler

### R
- Reimar Johannes Baur (1928–2023), deutscher Film- und Theaterschauspieler
- Reinhard Baur (* 1946), deutscher Jurist und Richter
- René Baur (* 1985), italienischer Eishockeytorwart
- Richard Baur (Chemiker) (1834–1910), deutscher Chemiker und Pharmazeut
- Richard Baur (Unternehmer) (?–1984), deutscher Unternehmer
- Rodion Christianowitsch Baur (1667–1717), Feldherr der Kaiserlich Russischen Armee und General der Kavallerie, siehe Christian Felix Bauer
- Rolf Baur (1940–2017), Schweizer Anatom
- Rudolf Baur (1805–1877), Schweizer Publizist, Erzähler und Volkssagensammler
- Ruedi Baur (* 1956), schweizerischer Designer
- Rupprecht S. Baur (* 1943), deutscher Germanist, Professor für Deutsch als Fremdsprache

### S
- Samuel Baur (1768–1832), deutscher historischer Schriftsteller
- Sebastian Baur (Komponist) (1878–1947), italienischer Komponist und Dirigent
- Sebastian Baur (Schauspieler) (* 1956), italienischer Schauspieler
- Sebastian Baur (Musiker) (* 1957), deutscher Musiker
- Siegfried Baur (* 1943), italienischer Pädagoge und Universitätsprofessor
- Simon Baur (* 1965), Schweizer Kunsthistoriker, Publizist und Kurator
- Steffi Baur (* 1993), deutsche Theaterschauspielerin

### T
- Theodor Baur (1828–1904), Schweizer Hotelier, siehe Baur au Lac
- Tobias Baur (* 1997), Schweizer Skicrosser
- Toni Baur (1892–1971), deutscher Amtsbürgermeister und Landrat
- Thomas Baur (* 1952), Journalist und Reisebuchautor

### U
- Uli Baur (1956–2018), deutscher Journalist; Chefredaktor des Magazins Focus
- Ulla Baur (* 1960), deutsche Geigerin
- Ulrich Baur (* 1941), deutscher Jurist und Anwalt
- Ulrike Baur (* 1953), deutsche Journalistin und Fernsehregisseurin
- Ursula Meier-Baur (* 1939), Schweizer Malerin
- Ute Baur-Timmerbrink (* 1946), österreichisches Besatzungskind
- Uwe Baur (* 1938), deutscher Musikwissenschaftler und Theaterkritiker

### V
- Valentin Baur (1891–1971), deutscher Politiker (SPD)
- Veronika Baur-Callwey (* 1945), deutsche Verlegerin

### W
- Walter Baur (Architekt) (1893–1936), Schweizer Architekt
- Walter Baur (Unternehmer) (1895–nach 1971), deutscher Unternehmer
- Werner Baur (Künstler) (* 1948), deutscher Maler, Fotograf, Bildhauer und Objektkünstler
- Werner Baur (Pädagoge) (* 1961), deutscher Pädagoge und Hochschullehrer
- Wilhelm Baur (Theologe) (1826–1897), deutscher evangelischer Theologe und Schriftsteller
- Wilhelm Baur (Apotheker) (1839–1921), deutscher Apotheker und Botaniker
- Wilhelm Baur (Fabrikant) (1886–1963), deutscher Fabrikant
- Wilhelm Baur (Verleger, 1895) (1895–1973), deutscher Journalist, Zeitungsverleger und Politiker (Zentrum, CDU)
- Wilhelm Baur (Verleger, 1905) (1905–1945), deutscher Verleger (Franz-Eher-Verlag) und Parteifunktionär (NSDAP)
- Wilhelm Baur de Betaz (1883–1964), deutscher Offizier
- Willi Baur (1913–1978), deutscher Bauingenieur
- Willy Baur (1897–1986), deutscher Bankdirektor, Schriftsteller und Heimatforscher
- Wolfgang Baur (Schriftsteller) (* 1942), deutscher Schriftsteller
- Wolfgang Baur (Theologe) (* 1957), deutscher katholischer Theologe

### X
- Xaver Baur (* 1947), deutscher Pneumologe, Arbeitsmediziner und Hochschullehrer